# Греки в Эфиопии
Греческая диаспора в Эфиопии (греч. Έλληνες στην Αιθιοπία) насчитывает около 5000 человек. В основном представители диаспоры проживают в столице — Аддис-Абебе и городе Дыре-Дауа.

## История
Само слово Эфиопия греческого происхождения и означает «обожжённое лицо». Этот факт засвидетельствован еще в гомеровском эпосе и относился скорее не к конкретной нации, а ко всему населению Африки южнее Сахары. Основную часть греков в Эфиопии в XVIII веке составляли ремесленники и торговцы, которые сыграли значительную роль в торговле и развитии внешних связей между тогдашней Абиссинией и Европой. Расцвет греческой диаспоры пришелся на начало XX века с организацией Александрийским Патриархатом Святой митрополии в Аксуме в 1908 году, и созданием греческих организаций в Аддис-Абебе (1918) и в Дыре-Дауа (1921).

## Настоящее время
В послевоенное время численность диаспоры возросла до 8000 человек. Однако диаспора сильно пострадала после свержения Хайле Селассие в 1974 году, когда Дерг был настроен враждебно к большинству национальных меньшинств. Сегодня в Аддис-Абебе действует греческая школа, а также Греческая православная церковь. В школе в настоящее время обучается 420 учеников, многие из которых получили стипендии для продолжения обучения в Греции.